# بيراما ندوي
بيراما ندوي (بالفرنسية: Birama Ndoye)‏ (وِلد في27 مارس 1994) بداكار في السنغال هو لاعب كرة قدم موريتاني وسنغالي في مركز الدفاع لعب سابقاً في النادي العربي السعودي و منتخب موريتانيا لكرة القدم. لعب مع نادي سيون.

## روابط خارجية
- بيراما ندوي على موقع قاعدة بيانات كرة القدم.إي يو (الإنجليزية)
- بيراما ندوي على موقع ناشيونال فوتبول تيمز (الإنجليزية)
- بيراما ندوي على موقع Soccerway.com (الإنجليزية)
- بيراما ندوي على موقع عالم كرة القدم.نت (الإنجليزية)